# John Hencken
John Hencken (Culver City, Estados Unidos, 29 de mayo de 1954) es un nadador estadounidense retirado especializado en pruebas de estilo braza, donde consiguió ser campeón olímpico en 1976 en los 100 metros, y en 200 durante los Juegos Olímpicos de Múnich 1972.

## Carrera deportiva
En las Olimpiadas de Múnich 1972 ganó el oro en los 200 metros estilo braza, y el bronce en los 100 metros braza.
Cuatro años después, en los Juegos Olímpicos de Montreal 1976 ganó la medalla de oro en los 100 metros braza —con un tiempo de 1:03.11 segundos que fue récord el mundo—, también oro en los 4 x 100 metros estilos (nadando el largo de braza) donde los estadounidenses quedaron por delante de Canadá (plata) y Alemania Occidental, y plata en los 200 metros braza, tras el británico David Wilkie que batió el récord del mundo con 2:15.11 segundos.
Y en el Campeonato Mundial de Natación de 1973 celebrado en Belgrado ganó el oro en 100 metros braza y 4 x 100 metros estilos, y la plata en los 200 metros braza.

## Palmarés internacional
| Juegos Olímpicos               | Juegos Olímpicos      | Juegos Olímpicos  | Juegos Olímpicos |
| Año                            | Lugar                 | Medalla           | Prueba           |
| ------------------------------ | --------------------- | ----------------- | ---------------- |
| 1972                           | Munich (Alemania)     | Medalla de oro    | 200 m braza      |
| 1972                           | Munich (Alemania)     | Medalla de bronce | 100 m braza      |
| 1976                           | Montreal (Canadá)     | Medalla de oro    | 100 m braza      |
| 1976                           | Montreal (Canadá)     | Medalla de plata  | 200 m braza      |
| 1976                           | Montreal (Canadá)     | Medalla de oro    | 4x100 m estilos  |
| Campeonato Mundial de Natación |                       |                   |                  |
| 1973                           | Belgrado (Yugoslavia) | Medalla de oro    | 100 m braza      |
| 1973                           | Belgrado (Yugoslavia) | Medalla de plata  | 200 m braza      |
| 1973                           | Belgrado (Yugoslavia) | Medalla de oro    | 4x100 m estilos  |